# 格拉西福克鎮區 (印地安納州傑克遜縣)
格拉西福德鎮區（英語：Grassy Fork Township）是位於美國印地安納州傑克遜縣的一個行政鎮區。

## 地方資料
根據2010年美國人口普查的數據，格拉西福德鎮區的面積為103.00平方千米，當中陸地面積為102.70平方千米，而水域面積為0.30平方千米。當地共有人口668人，而人口密度為每平方千米6.49人。